# (55810) Fabiofazio
(55810) Fabiofazio – planetoida z pasa głównego asteroid okrążająca Słońce w ciągu 3 lat i 197 dni w średniej odległości 2,32 j.a. Została odkryta 4 października 1994 roku w obserwatorium w Sormano przez Piero Sicoliego i Pierangelo Ghezziego. Nazwa planetoidy pochodzi od Fabio Fazio (ur. 1964), włoskiego dziennikarza RAI. Przed nadaniem nazwy planetoida nosiła oznaczenie tymczasowe (55810) 1994 TC.